# Filandari
Filandari község (comune) Olaszország Calabria régiójában, Vibo Valentia megyében.

## Fekvése
A megye központi részén fekszik. Határai: Cessaniti, Jonadi, Mileto, Rombiolo, San Calogero, Vibo Valentia és Zungri.

## Története
Xalandari néven, első írásos említése a 16. századból származik. A hagyományok szerint Szaloniki környékéről származó görögök alapították jóval korábban. Korabeli épületeinek nagy része az 1783-as calabriai földrengésben elpusztult. A 19. század elején vált önálló községgé, amikor a Nápolyi Királyságban felszámolták a feudalizmust.

## Népessége
A népesség számának alakulása:

## Főbb látnivalói
- Palazzo Moricca
- Palazzo Fransoni
- Palazzo Acquaro
- San Carlo-templom
- Madonna dell’Immacolata-templom
- Madonna dell’Addolorata-templom
- Madonna della Misericordia-templom
- Madonna della Neve-templom
- Madonna del Potere-templom
- Santa Marina-templom
- San Nicola-templom
- San Pietro-templom